# Segregatie (materiaalkunde)

Nucleatie-segregatie; concentratieverschil tussen gestolde vaste nucleatiekern en de ongestolde vloeibare fase

Korrelgrens-segregatie binnenin korrels; concentratieverschil tussen kern en korrelgrens

Segregatie is een verschijnsel dat optreedt binnen een materiaal waar tijdens het stollen of in een vaste oplossing op microscopische schaal gebieden zijn gevormd met een concentratieverschil in atomen, ionen of moleculen. Om deze reden wordt het ook wel fasenscheiding genoemd. Een veelvoorkomend fenomeen hiervan is korrelgrens-segregatie, welke resulteert in een concentratieverschil in atomen binnenin een korrel en aan de korrelgrens.
In principe is deze term vergelijkbaar met adsorptie en diffusie, maar men spreek over segregatie als het specifiek gaat over dit fenomeen bij stollen. Het is een vorm van diffusie binnenin de korrels (kristallieten) in een polykristallijn materiaal of de gevormde nucleatiekernen en de nog te stollen vloeistof.

## Vorming

### Concentratieverschil
Tijdens het stollen start de nucleatie met het vormen van nucleatiekernen in de vloeistof. Door het te snel stollen van een legering kan de samenstelling in de nucleatiekernen van de korrels anders zijn dan aan de korrelgrens van de korrels, dit fenomeen wordt segregatie genoemd. Hierdoor is er uiteindelijk een concentratieverschil ontstaan tussen de uiteindelijk gevormde korrels. De mate van segregatie wordt bepaald door de diffusiesnelheid in de korrels. Deze snelheid is afhankelijk van de temperatuur en de concentratiegradiënt.

### Vormen
Er zijn meerdere vormen van segregatie tussen twee gebieden, namelijk:
- Nucleatie-segregatie: tussen een gevormde nucleatiekern tijdens het stollen en de nog te stollen vloeistof.
- Korrelgrens-segregatie: tussen twee gevormde korrels met een concentratieverschil. Dit kan ook zijn tussen een onzuivere precipitaat en een aangrenzend korrel. De impuriteiten en roosterdefecten stapelen zich op bij de korrelgrens tijdens het stollen, waardoor een concentratieverschil ontstaat, de "segregatie".

## Korrelgrens-breuk

Korrelgrens-breuk als gevolg van korrelgrens-segregatie

In legeringen komt het voor dat de korrels niet alleen te onderscheiden zijn op basis van hun kristaloriëntatie, maar ook op de concentraties van de verschillende elementen binnenin de korrels. In dit geval is het mogelijk dat door de concentratieverschillen segregatie optreedt. Bijvoorbeeld korrelgrens-segregatie, hierbij komt er een hogere concentratie rooster-defecten terecht in de korrelgrens, waardoor deze nog zwakker worden. Door deze korrelgrens-segregatie is de korrelgrens veel brosser geworden en de kans op korrelgrens-breuk aanzienlijk hoger geworden.

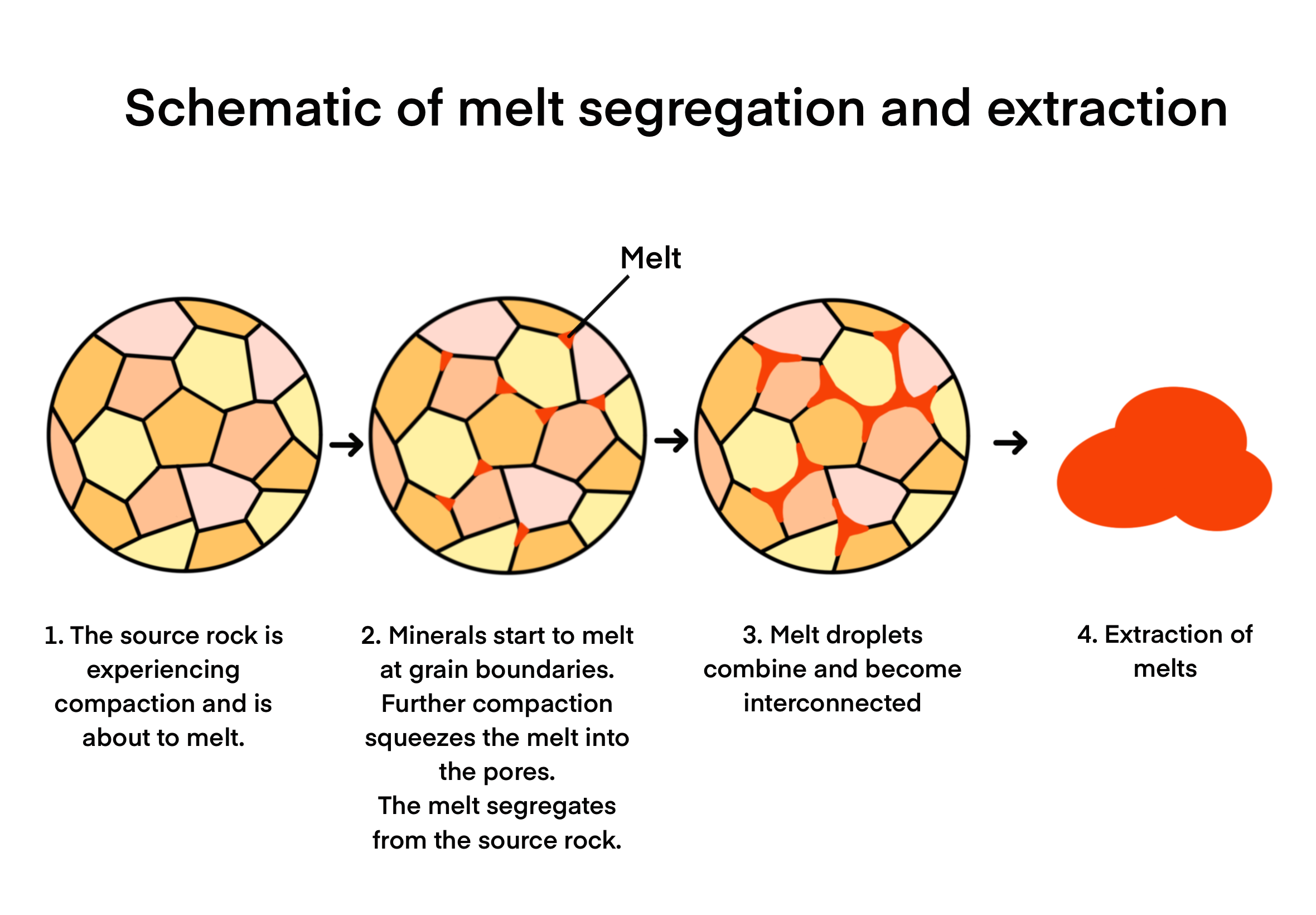
Korrelgrens-segregatie en extractie

Precipitatie in een vaste oplossing leidt tot vaste precipitaten in een vaste matrix.

## Korrelgrens-segregatie en extractie
Na korrelgrens-segregatie is het ook mogelijk dat de hoge concentratie aan de korrelgrens door middel van extractie uit de stof wordt gehaald of uit zichzelf vloeit. Dit gebeurt bijvoorbeeld in sommige gesteenten wanneer deze gaan smelten. Ook bij metalen kan dit het geval zijn. Als de hoge concentratie aan de korrelgrens het eerst smelt, zal deze uit het materiaal vloeien.

## Oplossing
Segregatie en de concentratieverschillen zijn vooral een probleem bij het maken van metalen objecten met behulp van een gietproces. Tijdens het stollen in de gietvorm ontstaan er verscheidene korrels, aan de wand van de mal of spontaan als nucleatiekernen. De korrels die eerst gevormd worden bevatten dan een hogere concentratie aan metaal met een hoger smeltpunt (bijvoorbeeld ijzer en koper). Dit kan verholpen worden door het stuk achteraf nog na te gloeien, dit noemt men diffusiegloeien of homogeniseren. Door herstel, rekristallisatie en korrelgroei zullen de korrelgroottes en -concentraties veranderen, waardoor ook de materiaaleigenschappen kunnen worden verbeterd.
Tijdens fusielassen treedt dit zelfde fenomeen op, omdat het in principe gieten op een kleine schaal is.
Om segregatie te voorkomen zou men een legering zeer langzaam moeten laten afkoelen, zodat het segregatieproces tijd genoeg heeft. Praktisch is een oneindig langzame afkoeling niet mogelijk, dus zal er zich steeds een zekere vorm van segregatie voordoen.